# Jeunesse olympique de Sfax
La Jeunesse olympique de Sfax est un club de volley-ball tunisien basé à Sfax.